# After the Afterparty
"After the Afterparty" é uma canção da artista musical inglesa Charli XCX. Conta com a participação do rapper estadunidense Lil Yachty, e foi composta por ambos em conjunto com Eyelar Mirzazadeh, Rachel Keen, Fred Gibson, Mikkel Storleer Eriksen, Tor Erik Hermansen e Samuel Long, sendo produzida pelos quatro últimos — com Eriksen e Hermansen sendo creditados como Stargate, Gibson como Fred, e Long como Sophie. O seu lançamento ocorreu em 28 de outubro de 2016, através das gravadoras Asylum e Atlantic. A canção é o primeiro single do terceiro álbum da cantora.

## Faixas e formatos
| Download digital |                        |         |  |
| N.º              | Título                 | Duração |  |
| 1.               | "After the Afterparty" | 3:39    |  |

## Desempenho nas tabelas musicais

### Posições
| Tabela musical (2016)                         | Melhor posição |
| --------------------------------------------- | -------------- |
| Austrália (ARIA Charts)                       | 81             |
| Escócia (Official Charts Company)             | 19             |
| Irlanda (Irish Recorded Music Association)    | 88             |
| Nova Zelândia (NZ Top 10 Heatseekers Singles) | 7              |
| Reino Unido (UK Singles Chart)                | 59             |

## Histórico de lançamento
| Região         | Data                  | Formato          | Gravadora        |
| -------------- | --------------------- | ---------------- | ---------------- |
| Estados Unidos | 28 de outubro de 2016 | Download digital | Asylum, Atlantic |